# Amboy, Illinois
Amboy là một thành phố thuộc quận Lee, tiểu bang Illinois, Hoa Kỳ. Năm 2010, dân số của thành phố này là 2500 người.

## Dân số
Dân số qua các năm:
- Năm 2000: 2561 người.
- Năm 2010: 2500 người.